# 木挽町 (名古屋市)
木挽町（こびきちょう）は、愛知県名古屋市中区にあった地名。現在の丸の内一丁目・錦一丁目・栄一丁目の一部に相当する。1丁目から8丁目が設定されていた。

## 地理
名古屋市中区西端部の堀川左岸に位置していた。東は上園町1丁目・和泉町1丁目・皆戸町1・2丁目・車町1丁目・西方町1丁目・材木町1丁目・伝馬町1丁目・袋町1丁目・本重町1丁目・竪三蔵町1丁目、西は西区塩町4丁目・大船町1〜4丁目・船入町1〜4丁目、南は納屋町1丁目・広小路通1丁目、北は南外堀町1丁目に接していた。

## 歴史
近代における木挽町の町域は江戸時代の木挽町のみならず、下木材町・元木材町・葭町・両蔵屋敷の計5町を併せた区域となっているため、これも含めて解説する。江戸時代における木挽町は木挽町筋の北端、片端と京町筋の間1丁を指す。また、北から元材木町は京町筋から魚の棚筋半丁南までの2丁、両蔵屋敷は魚の棚筋半丁南から杉ノ町筋まで、下材木町は杉の町筋から伝馬町筋の間2丁、葭町は伝馬町筋から堀切筋までの2丁を指していた。

### 地名の由来

#### 木挽町
名古屋城築城の際に、当地に木挽小屋を設置し、木挽職人が定住したことに由来する。したがって、清洲越しではない。

#### 元材木町
清洲越しに際して清須材木町と称したが、町名が長いためにその所在地から北材木町、北の字が「にぐる」と訓むことから避けて元材木町と改称したものである。

#### 両蔵屋敷
成瀬隼人正・志水甲斐守の蔵屋敷が所在したことに由来する。蔵屋敷は焼失し、跡地に町家が形成されたことから、元材木町から独立したものとされる。

#### 下材木町
上（うわ）材木町（のちに材木町）に対する命名。

#### 葭町
清洲越しに際して東葭町の名称を移したものが、のちに東が略された。在清洲時代に葭山を与えられ、それを売買したことに由来する。

### 沿革
- 慶長16年 - 清須越しにより東葭町が名古屋城下町に移される[3]。
- 慶長年間 - 元材木町が清洲越しにより名古屋城下町において清須材木町として成立[3]。
- 承応2年 - 東葭町本重町筋の堀川岸に船番所が設置（享保9年焼失により、天王崎に移転）[3]。
- 寛文元年 - それまで上畠町西の切（五条町）に属していたが、木挽町として独立[3]。
- 寛文年間 - 東葭町が葭町と改める[3]。
- 寛文5年 - 清須材木町が北材木町と改称[3]。
- 貞享3年 - 北材木町が元材木町と改称[3]。
- 元禄13年5月 - 元材木町内成瀬正成・志水甲斐守の両蔵屋敷が焼失[3]。
- 宝永6年 - 木挽町の片端から南四軒が小船町に立ち退きとなる（正徳4年に復する）[3]。
- 明治4年2月29日 - 木挽町・下材木町・本材木町・葭町・両蔵屋敷が合併し、木挽町が成立[1]。
- 1878年（明治11年） - 名古屋区成立に伴い、同区木挽町となる[2]。
- 1889年（明治22年） - 名古屋市成立に伴い、同市木挽町となる[2]。
- 1908年（明治41年）4月1日 - 西区成立に伴い、同区木挽町となる[1]。
- 1936年（昭和11年）1月1日 - 一部が広小路通に編入[1]。
- 1944年（昭和19年）2月11日 - 栄区成立に伴い、同区木挽町となる[1]。
- 1945年（昭和20年）11月3日 - 栄区廃止に伴い、中区木挽町となる[1]。
- 1966年（昭和41年）3月30日 - 住居表示実施に伴い、1〜4丁目が丸の内一丁目、4〜8丁目が錦一丁目、8丁目の一部が栄一丁目に編入され、消滅[1]。

## 人物
- 鈴木惣兵衛

材木商経営。1700年（元禄13年）に知多郡寺本（現知多市）から元材木町に出て創業し、二代目のときに下材木町に転じた。
- 大和屋孫右衛門

竹問屋。両蔵屋敷在住。
- 御竹屋源右衛門

両蔵屋敷在住。
- 犬山屋神戸分左衛門

材木商。元材木町在住。寛文9年創業。
- 炭屋清次郎

葭町在住。